# 中尾是正
中尾 是正（なかお これまさ、1921年10月27日 - 2005年9月21日）は、日本の写真家、編集者、実業家である。1958年（昭和33年）にグラフ社を創業、同社社長、日本出版クラブ評議員を歴任した。

## 人物・来歴
1921年（大正10年）10月27日、東京府（現在の東京都）に生まれる。
主婦の友社『主婦の友』編集部、岩波書店「岩波写真文庫」編集部を経て、『主婦の友』編集長であった本郷保雄が独立して創業したホーム社の設立に参加、その後、1958年（昭和33年）12月9日、満37歳のときに自らも独立、東京都渋谷区宮下町37番地（現在の同区東1-26-26）に出版社グラフ社を創業する。
同社では、1965年（昭和40年）、季刊雑誌『手芸』を創刊、同誌は1970年（昭和35年）3月に発行した第6巻第1号をもって誌名を『ザ・ニット』に変更している。同年5月、「手芸愛好家のための教養と研究の雑誌」として『手芸の友』を創刊、1966年（昭和41年）には、婦人雑誌『マイライフ』を創刊している。1968年（昭和43年）には「マイライフ新書」、1972年（昭和47年）には「マイライフシリーズ」という新書、グラフ書籍のシリーズをはじめている。
1979年（昭和54年）3月、女性対象の雑誌・書籍類から離れ、「カラーアルバム」シリーズを開始、第1巻に自らが撮影した写真を用いた『氷河湾』を刊行した。1980年（昭和55年）11月には単著『図説パルテノン』、1982年（昭和57年）12月には、グスタフ・ヴィーゲランの彫刻とヴィーゲラン彫刻公園を題材にした単著『輪廻の彫刻 ヴィーゲランと彫刻公園』を著し、グラフ社から出版した。
2005年（平成17年）9月21日、東京都品川区内の病院で、肺炎のため死去した。満83歳没。同年10月15日、東京都港区南青山の青山葬儀所で、グラフ社は中尾の社葬を行った。グラフ社は実娘の山田紀子（山田のりこ）が経営を継承した。

## ビブリオグラフィ
国立国会図書館蔵書を中心とした著作の一覧である。著作ではなく、編集人・発行人として出版したものは除く。
- 『瀬戸内海 - 空からみた』岩波写真文庫129、編集岩波書店編集部、写真中尾是正/岩波映画製作所、岩波書店、1954年 / 復刻ワイド版、1990年3月 ISBN 4000035835
- 『氷河湾』カラーアルバム1、グラフ社、1979年3月 - 写真・文（単著）
- 『エーゲ海の島 サントリーニ・デロス・ミコノス』カラーアルバム17、グラフ社、1979年8月 - 写真・文（単著）
- 『図説パルテノン』、グラフ社、1980年11月 - 単著
- 『輪廻の彫刻 ヴィーゲランと彫刻公園』、彫刻グスタフ・ヴィーゲラン、グラフ社、1982年12月 ISBN 4766200314 - 写真・文（単著）